# Bartolomeu de Torales
Bartolomeu de Torales foi um paraguaio que tornou-se bandeirante na Capitania de São Vicente. Pertencia ao partido pró-castelhano que aclamou Amador Bueno rei de São Paulo, em 1641. Era genro do paulista Baltazar Fernandes, fundador de Sorocaba.

## Biografia
Natural de Salto del Guairá, região castelhana no atual Paraguai, era filho D. Bartolomeu de Torales, el Viejo e de D. Violante de Zunega. Migrou à Capitania de São Vicente, tornou-se bandeirante, pesquisando minas de ouro nos sertões de todo sul da capitania (atual Sul do Brasil) em 1654, segundo notícia do administrador geral das Minas, Pedro de Souza Pereira. 
Em São Paulo, casou-se com Maria de Góis.